# 저자 권리
저자 권리는 저작권법의 부분이다. 저자의 권리는 두가지 구분이 되는 구성성분을 지닌다. 경제적인 권리와 지적인 권리이다. 
이 용어는 프랑스어 용어 droit d’auteur(또한 독일어 Urheberrecht)의 직접 번역으로 간주된다. 벤자민 프랭클린과 긴밀한 관계를 맺은 피에르 드 보마르셰(Pierre-Augustin Caron de Beaumarchais)에 의해 프랑스에서 처음(1777년) 추진되었다. 일반적으로 민법 국가의 저작권법과 유럽 연합법과 관련하여 사용된다. 저자의 권리는 문학 및 예술 작품 보호를 위한 베른 협약 및 기타 유사한 조약에 의해 국제적으로 보호된다. "저자"는 매우 넓은 의미로 사용되며 작곡가, 예술가, 조각가, 심지어 건축가까지 포함한다. 일반적으로 저자는 정확한 정의가 국가마다 다르지만 창작물을 창작하여 보호 대상 작품을 만든 사람이다.
저작자의 권리에는 저작물에 대한 경제적 권리와 저작인격권이라는 두 가지 요소가 있다. 저작재산권은 시간이 제한된 재산권으로서 다른 재산권과 마찬가지로 저작자가 다른 사람에게 양도할 수 있다(비록 많은 국가에서는 양도가 서면 계약의 형태여야 함을 요구하지만). 그들은 저작자 또는 그 보유자가 창작물로부터 재정적 이익을 얻을 수 있도록 하고 어떤 형태로든 저작물의 복제를 승인할 수 있는 권리를 포함한다(베른 협약 제9조). 극작물(극본 등)의 저작자도 자신의 작품을 공연하는 것을 허락할 권리가 있다(베른협약 제11조).
저작인격권의 보호는 창작물이 어떤 식으로든 저작자의 개성의 표현이라는 관점에 근거한다. 저자는 사망한다. 저작인격권 제도는 국가마다 크게 다르지만 일반적으로 저작물의 저작자로 식별될 수 있는 권리와 저작물의 명예나 명성에 해가 될 수 있는 저작물의 왜곡이나 훼손에 반대할 권리를 포함한다(베른 협약). 많은 국가에서 저자의 저작인격권은 영구적이다.

## 같이 보기
- 일본음악저작권협회